# Grupo Paulo Pimentel
O Grupo Paulo Pimentel (GPP) foi um conglomerado paranaense com sede na cidade de Curitiba e pertencente ao empresário e político Paulo Pimentel.

## Veículos de comunicação

### Emissoras de TV
Até o fim de 2007 o Grupo era dono de quatro emissoras de TV no Paraná, afiliadas ao Sistema Brasileiro de Televisão (SBT): TV Iguaçu (Curitiba), TV Tibagi (Apucarana), TV Cidade (Londrina) e TV Naipi (Foz do Iguaçu). Neste ano, as emissoras foram vendidas por R$ 70 milhões para o apresentador de televisão e empresário Carlos Massa, o "Ratinho", em parceria com Silvio Santos. Os motivos da venda das emissoras seriam, principalmente, a crise financeira, a qual o grupo tinha passado em 2006, acumulando dividas superiores a casa dos R$ 25 milhões.

### Jornais impressos
Em dezembro de 2011 o grupo vendeu os dois veículos de comunicação impressos, o O Estado do Paraná e a Tribuna do Paraná, além do portal de notícias na internet Paraná Online, para o GRPCOM, controlador da RPC TV, afiliada à Rede Globo.